# Pêcheur d'Islande (film, 1933)
Pour les articles homonymes, voir Pêcheur d'Islande (homonymie).
Pour plus de détails, voir Fiche technique et Distribution.
Pêcheur d'Islande est un film français réalisé par Pierre Guerlais, sorti en 1934.

## Fiche technique
- Titre : Pêcheur d'Islande
- Réalisation : Pierre Guerlais
- Scénario : Mario Fort et Pierre Guerlais, d'après le roman de Pierre Loti
- Photographie : Émile Gaudu et Roger Hubert
- Décors : Hugues Laurent
- Son : Robert Biard
- Musique : Guy Ropartz
- Production : Productions Pierre Guerlais
- Format :  Noir et blanc - 35 mm - Son mono
- Pays d'origine :  France
- Durée : 75 minutes
- Dates de sortie : 
  - France - 20 avril 1934
  - USA - 20 septembre 1935
- Affiche : Jean-Adrien Mercier

## Distribution
- Blanche Beaume
- Marguerite Weintenberger : Gaud Mevel
- Thomy Bourdelle : Yann Gaos
- Yvette Guilbert : la grand-mère
- Albert Broquin
- Yvonne Yma
- Louis Rouyer : M. Gaos
- Roger Maxime : Sylvestre

## Adaptations
Le roman de Pierre Loti a été adapté au cinéma à plusieurs reprises:
- Pêcheur d'Islande 1915, réalisé par Henri Pouctal
- Pêcheur d'Islande 1924, réalisé par Jacques de Baroncelli